# Драгица Срзентић
Драгица Срзентић (рођ. Витоловић; Совињак код Бузета, 19. новембар 1912 — Београд, 29. октобар 2015) била је револуционарка, учесница Народноослободилачке борбе и друштвено-политичка радница ФНРЈ.

## Биографија
Била је шесто од укупно седморо деце Антуна и Перине Витоловић. За време Првог светског рата, њен отац је био мобилисан у аустроугарску војски и погинуо је 1915. године на италијанском фронту. Њена мајка није хтела да јој деца похађају школу на италијанском језику, па је Драгица основну школу похађала у селу Чичерија где се настава одржавала на хрватском језику.
Пошто је то село било удаљено од њене куће, становала је код ујака. Наставу није редовно похађала, јер је у ујаковој породици, морала да ради разне кућне послове. Учитељ, који је иначе био њен брат од ујака, издао јој је потврду да је завршила три разреда основне школе, па је као ратно сироче била примљена у интернат за истарску децу у Карловцу где је завршила два разреда грађанске школе. Пошто је интернат био пресељен у Загреб, тамо је завршила остала два разреда грађанске школе и средњу трговачку школу. У седамнаестој години је отишла у Београд и запослила се у Заводу за унапређење спољне трговине, а касније у Министарству спољне трговине, где радила све до окупације Краљевине Југославије, 1941. године.
Друг њеног најстаријег брата Виктора био је Отокар Кершовани, касније познати револуционар и комуниста. Он је често боравио у њиховој кући, а касније током боравка у Загребу, често је обилазио Драгицу, која га је ценила и поштовала као рођеног брата. Преко њега је најпре почела да чита романе социјалног садржаја, а касније и марксистичку литературу. Под тим утицајем се веома рано определила за комунистички револуционарни покрет. Касније у Београду, Отокар Кершовани је упознао Драгицу са Павлом Бихаљијем и кругом бројних лево оријентисаних интелектуалаца који су се окупљали око „Нолита“, међу којима су били - Хуго Клајн, Веселин Маслеша, Велибор Глигорић, Густав Крклец, Радован Зоговић, Чедомир Миндеровић, Коста Рацин и др. Међу њима је био и књижевник Јован Поповић, за кога се Драгица удала 1931. године. Заједно са њим учествовала је 1935. године у оснивању „Недељних информативних новина“ (претече листа „НИН“ из 1951. године) и повремено сарађивала у њему. Заједно са Митром Митровић, Олгом Алкалај, Милицом Шуваковић, Милком Жицином, Миром Вучковић и другима истакнутим женама-комунистима учествовала је у оснивању и активно сарађивала у часопису „Жена данас“. Године 1936. се поново удала, овај пут за револуционара Воју Срзентића. У чланство Комунистичке партије Југославије (КПЈ) примљена је 1939. године.

### Народноослободилачка борба
Одмах после Априлског рата и окупације Краљевине Југославије, априла 1941. године отишла је са супругом Војом у Црну Гору, где су активно учествовали у организовању устанка. Пошто код полиције није била компромитована као комуниста, добила је партијски задатак да одржава партијску везу између Бара и Улциња, док су остали комунисти били повучени у илегалу. Италијани су је два пута хапсили, али је оба пута била пуштена најпре захваљујући томе што је добро знала италијански језик. Када је трећи пут била ухапшена, била је послата у италијански логору у Албанији, најпре је била у Скадру, а потом у Драчу. Тамо је успела преко једног италијанског војника, који је био Словенац из Истре, да успостави везу са албанским партизанима и организује бекство затвореница, у време капитулације Италије. По доласку на ослобођену територију у Македонији, 1943. године била је постављена за руководиоца културно-просветног рада у Првој македонско-косовској бригади, а потом је сарађивала са Светозаром Вукмановићем Темпом, који је био опуномоћени делегат ЦК КПЈ и Врховног штаба у Македонији. Заједно са њим током рата је обишла део Македоније и Албаније, а стигла је и до Грчке.
Маја 1944. године прешла на ослобођену територију Црне Горе, где јој је саопштено да иде у Врховни штаб НОВ и ПОЈ, који се тада налазио на Вису. Тамо је била распоређена да иде у Лондон са Владимиром Велебитом и још неким сарадницима, међу којима је био и њен супруг Војо. У Лондону је добила задатак да на радију Би-Би-Си организује емисију на српско-хрватском језику и да буде спикерка, што је врло успешно обављала.

### Послератни период
Када је марта 1945. године образована Привремена влада ДФЈ, Драгица и Војо су дошли у Београд. Драгица је тада почела да ради у радној групи за организацију Министарства иностраних послова, док је њен супруг био послат у Албанију за саветника Енвера Хоџе. Драгица је касније била постављена за заменика генералног секретара Министарства иностраних послова. Јуна 1948. године је добила задатак да путује у Москву, са поверљивом поштом у којој је био Титов одговор Стаљину да одбија оптужбе Информбироа упућене југословенском руководству.
Иако није прихватила Резолуцију Информбироа, засметала јој је медијска хајка која се у југословенским медијима водила против Црвене армије и Совјетског Савеза, што јој је као комунисти сметало па се усудила да то критикује. И раније се супротстављала специјалном снабдевању привилегованих из такозваних дипломатских магазина. Заједно са мужем и његовим братом Николом, била је 31. маја 1951. године ухапшена под сумњом да је „совјетски шпијун“. На судском процесу је била осуђена на 10, а супруг на 15 година затвора, док је Војин брат Никола преминуо у истражном затвору. Била је упућена је на издржавање казне у Дом за преваспитавање жена, који се налазио у Столцу, у Херцеговини. Крајем 1955. године, после четири године и шест месеци робијања била је ослобођена даљег издржавања казне. Крајем 1956. године, из затвора је пуштен и њен супруг и тада су отишли да живе у Улцињ, у његову родну кућу.
Током боравка у затвору, изгубили су посао и стан, а била су им одузета и сва одликовања. Преко Светозара Вукмановића Темпа успели су да добију стан у Београду, а 1962. године су добили и пензију. Касније су им враћена и одликовања. Судска пресуда из 1951. је поништена фебруара 2007. године одлуком Окружног суда из Београда, а Драгица и њен тада већ покојни супруг Војо су рехабилитовани.
Године 2011. редитељ Желимир Жилник снимио је документарни филм о Драгици Срзентић под називом „Једна жена - један век“.
Умрла је у Београду 29. октобра 2015. године у својој 103 години. Њена урна похрањена је у Улцињу, где је сахрањен и њен супруг.